# 新米姉妹のふたりごはん
『新米姉妹のふたりごはん』（しんまいしまいのふたりごはん、英語: Let's have a meal together!）は、柊ゆたかによる日本の漫画作品。『月刊コミック電撃大王』（KADOKAWA）にて、2015年8月号より連載中。2021年6月時点で電子版を含めた累計発行部数は120万部を突破している。
次にくるマンガ大賞2017コミックス部門9位。
2019年10から12月までテレビ東京系「木ドラ25」枠で放送された。

## あらすじ
親の再婚により、突然姉妹となったサチとあやり。だが、両親が再婚してすぐに海外出張に発ってしまったため、ふたりで生活することになるのだが、言葉数が少なく目つきの鋭いあやりにサチは物怖じしてしまい、これからの同居生活に大きな不安を感じてしまう。そんなとき、父親から荷物が届く。開封すると生ハムの原木だった。それをきっかけに二人は打ち解け、料理を通じて絆を深めていくこととなる。

## 登場人物
水谷サチ
両親の再婚により姉妹となった女子高生ふたりの姉の方（ただしあやりとは同い年）。料理をすることは苦手だが、美味しいものを食べることが好きな社交的な少女。天真爛漫な性格だが父親の影響でしっかり者の一面を持つ。最初はあやりとどう接していいか分からなかったが、料理を機に距離が縮まり、以降は姉らしく振舞おうとする。当のあやりにはプロポーションで負けていたり大人っぽいファッションで決めたつもりが「かわいい」と評されたりと落ち込むこともある。学力は高い方で、あやりに教えてあげる一幕もある。あやりの調理道具を見て、物騒な妄想をすることもある。絵梨とは小学校からの付き合いである。写真家である父親（透、ペンネームは「白佐木 透」）の影響か、撮影センスがあり、絵を描くことも上手い。
月城 あやり
両親の再婚により姉妹となった女子高生ふたりの妹の方。内気な性格で誰に対しても丁寧語で話し緊張すると目つきが鋭くなるが、料理が絡むと目を輝かせる一面を持つ。顕著な人見知りがある理由として、仕事で家を空けることが多い母に育てられ、その影響で自分の感情を表現するのが苦手になったことが示唆されている。その態度からサチからは「嫌われているのでは」と誤解されていたが、彼女を「姉さん」と出会った直後から呼ぶなど、最初から懐いている。亡き父から教わった料理が趣味で、それに関することの知識は豊富だが、高校などの勉学は苦手の模様。また、一般常識に疎い面がある。学校では飼育委員を務めている。
上田 絵梨
サチの幼なじみで親友。落ち着きのないサチを抑えるしっかり者で、突然妹ができたことで戸惑うサチを励ます。サチとは小学校からの付き合い。年の離れた弟と妹（莉奈）がいるためか面倒見の良い性格で、サチのことも昔から何かと世話を焼いてきたようである。料理、特にお菓子作りが得意。そのため、あやりと話が合い、二人だけで盛り上がりサチを置いてけぼりにしてしまうことがある。
みのり
あやりの叔母（母の妹）で猟師をしている。サチと暮らす前のあやりは、夏休みなどはみのりの家に預けられていた。
篠田 なお
あやりの友人。あやりと同じ学校で飼育委員を務めている。当初はあやりのことを恐がっていたが、一緒に昼食を取ったことがきっかけで打ち解けて友人に。

## 書誌情報
- 柊ゆたか 『新米姉妹のふたりごはん』 KADOKAWA〈電撃コミックスNEXT〉、既刊11巻（2025年2月27日現在）
  1. 2015年12月18日発売、ISBN 978-4-04-865653-5
  2. 2016年7月26日発売、ISBN 978-4-04-865997-0
  3. 2017年2月27日発売、ISBN 978-4-04-892716-1
  4. 2017年8月26日発売、ISBN 978-4-04-893242-4
  5. 2018年3月27日発売、ISBN 978-4-04-893716-0
  6. 2019年1月26日発売、ISBN 978-4-04-912292-3
  7. 2019年10月26日発売、ISBN 978-4-04-912836-9
  8. 2020年8月27日発売、ISBN 978-4-04-913389-9
  9. 2021年6月25日発売、ISBN 978-4-04-913857-3
  10. 2022年5月27日発売、ISBN 978-4-04-914432-1
  11. 2025年2月27日発売、ISBN 978-4-04-916246-2

## テレビドラマ
2019年10月11日より12月27日までテレビ東京系「木ドラ25」枠において毎週金曜 1時から1時30分（木曜深夜）に放送された。山田杏奈と大友花恋のダブル主演。ドラマの冒頭部分に「電撃大王25th」のロゴが表示されていた。
2020年4月、同じ「木ドラ25」枠内で開始予定であった『あなた犯人じゃありません』が、新型コロナウイルスの感染拡大の影響により、放送開始が延期となったため、同年4月17日より再放送されている。再放送時でもドラマの冒頭部分に「電撃大王25th」のロゴが表示されている。

### キャスト
- 月城[注 1]サチ（姉） - 山田杏奈
- 月城あやり（妹） - 大友花恋
- 髙木絵梨 - 田中芽衣[12]
- 篠田なお - 芋生悠[12] (5品目、7品目、11品目、12品目)
- みのり - 芦名星[13] (6品目、12品目)

### スタッフ
- 原作 - 柊ゆたか 『新米姉妹のふたりごはん』（月刊コミック電撃大王連載中）
- 脚本 - 関えり香、今西祐子、相馬光
- 監督 - 守屋健太郎、湯浅弘章、桑島憲司、副島宏司
- 音楽 - 牧戸太郎
- 主題歌 - コレサワ 「いただきます」（CROWN STONES）[13]
- プロデューサー - 合田知弘（テレビ東京）、田中勇也、佐治幸宏（ADKクリエイティブ・ワン）
- 制作 - テレビ東京、ADKクリエイティブ・ワン
- 製作著作 - 「新米姉妹のふたりごはん」製作委員会

### 放送日程
| 話数            | 放送日   | サブタイトル                      | 脚本            | 監督       |
| --------------- | -------- | --------------------------------- | --------------- | ---------- |
| 1品目           | 10月11日 | 生ハムサンド                      | 関えり香        | 守屋健太郎 |
| 2品目           | 10月18日 | ローストビーフ                    | 関えり香        | 守屋健太郎 |
| 3品目           | 10月25日 | ネギソーセージ                    | 関えり香        | 守屋健太郎 |
| 4品目           | 11月01日 | ラクレットチーズ                  | 相馬光          | 湯浅弘章   |
| 5品目           | 11月08日 | 愛情弁当&みそ玉                   | 今西祐子        | 副島宏司   |
| 6品目           | 11月15日 | 鹿肉のロティ                      | 関えり香        | 湯浅弘章   |
| 7品目           | 11月22日 | クリームシチュー                  | 今西祐子        | 桑島憲司   |
| 8品目           | 11月29日 | ヤンソンさんの誘惑&ロールキャベツ | 関えり香        | 桑島憲司   |
| 9品目           | 12月06日 | 天ぷら                            | 相馬光          | 桑島憲司   |
| 10品目          | 12月13日 | フォアグラのソテー                | 今西祐子        | 桑島憲司   |
| 11品目          | 12月20日 | ピザ                              | 相馬光 今西祐子 | 守屋健太郎 |
| 12品目 (最終話) | 12月27日 | ローストチキン                    | 関えり香        | 守屋健太郎 |

| テレビ東京系 木ドラ25                             | テレビ東京系 木ドラ25                                | テレビ東京系 木ドラ25                   |
| 前番組                                            | 番組名                                               | 次番組                                  |
| ------------------------------------------------- | ---------------------------------------------------- | --------------------------------------- |
| テレビ演劇 サクセス荘 （2019年7月12日 - 9月27日） | 新米姉妹のふたりごはん （2019年10月11日 - 12月27日） | ゆるキャン△ （2020年1月10日 - 3月27日） |